# 奥多摩湖

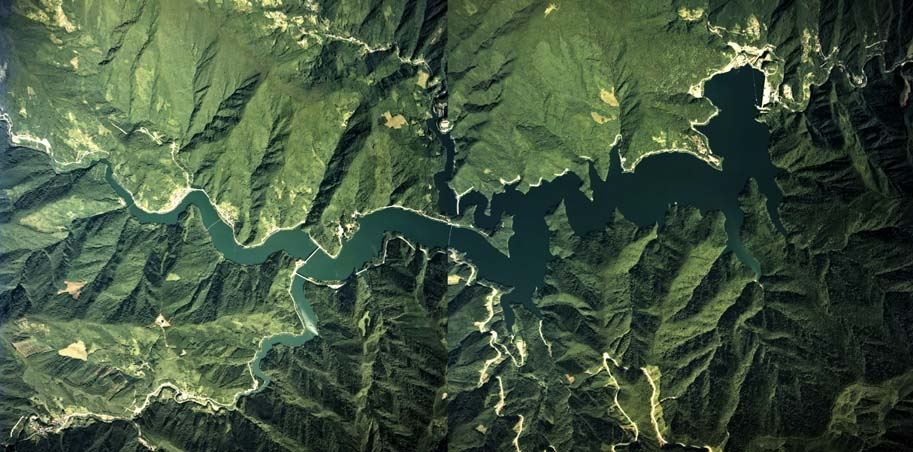
空中拍摄的奧多摩湖。

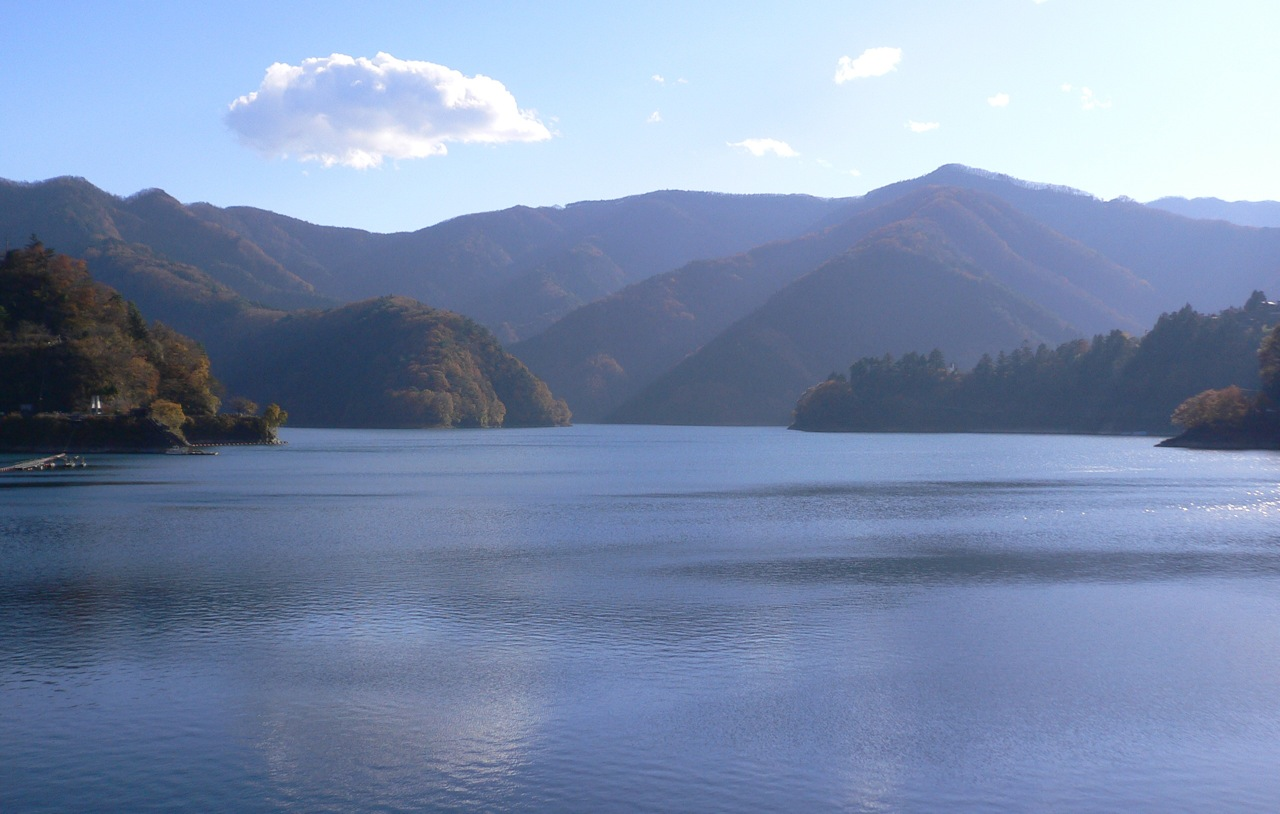
奧多摩湖

奧多摩湖（日语：／ Okutama-ko），正式名稱為小河內貯水池（日语：／），位於日本東京都西多摩郡奧多摩町與山梨縣北都留郡丹波山村、小菅村，是1957年（昭和32年）於多摩川完成小河內水壩（日语：／）所形成的東京都水道局人造湖（貯水池）。
在竣工當時，奧多摩湖是世界最大的供水專用儲水池，現在仍是日本第一。目前東京都的水源以利根川水系為主，本湖是缺水期極重要的預備水源。另外，奧多摩湖設有東京都交通局發電設施（多摩川第一發電所），其電力賣給東京電力，提供給奧多摩町、青梅市等東京多摩地域。湖畔則有許多觀光設施，是首都圈重要的郊外休閒地。

## 歷史
建設計畫可追溯至昭和初期。但由於當時小河內村的土地收購不順，動工前又與神奈川縣爆發水利紛爭，之後又遇上戰爭激化導致建設工程中斷等，直到開工19年後才正式竣工。
- 1926年（大正15年） - 東京市開始調查水壩建設地。
  - 在進行水量與地質等評估後，決定選擇東京府西多摩郡小河內村為建設地。
- 1931年（昭和6年） - 小河內村表示絕對反對。
- 1932年（昭和7年） - 東京市、東京府申請許可。
  - 小河內村最終同意建設[3]。
  - 開始收購水壩建設用地。
- 1933年（昭和8年） - 東京府、神奈川縣發生水利紛爭。
- 1936年（昭和11年） - 水利紛爭解決。
  - 內務大臣（內務省）向東京府發出事業許可。東京府向東京市發出建設許可，水壩動工。
- 1938年（昭和13年）11月12日 - 動工式。
- 1943年（昭和18年）7月1日 - 東京都制施行，廢除東京府與東京市。
- 1943年（昭和18年）10月5日 - 第二次世界大戰激化，建設工程中斷。
- 1948年（昭和23年）9月10日 - 東京都再次動工。
- 1950年（昭和25年）8月 - 日本共產黨東京都委員會設立小河內水壩對策委員會。
- 1952年（昭和27年）1月 - 日本共產黨派遣山村工作隊前往破壞水壩。之後因警察收到檢舉而失敗。
- 1952年（昭和27年）11月 - 冰川站（現奧多摩站）至水根站（日语：水根駅）的東京都水道局小河內線（日语：東京都水道局小河内線）開通。
- 1953年（昭和28年）3月19日 - 水壩灌漿。
- 1953年（昭和28年）3月26日 - 定礎式。
- 1955年（昭和30年）4月1日 - 小河內村、冰川町、古里村合併為奧多摩町。
- 1957年（昭和32年）5月 - 東京都水道局小河內線停駛。
- 1957年（昭和32年）6月6日 - 開始注水。
- 1957年（昭和32年）7月21日 - 水壩灌漿完成。
- 1957年（昭和32年）11月26日 - 竣工。
- 1961年（昭和36年）10月25日 - 昭和天皇、香淳皇后視察小河內水壩。
- 1975年（昭和50年）12月1日 - 第2號取水設備動工。
- 1980年（昭和55年）3月31日 - 第2號取水設備竣工。
- 1980年（昭和55年）10月15日 - 皇太子夫妻（明仁上皇、上皇后美智子）視察小河內水壩。
- 2006年（平成17年）3月 - 入選水壩湖百選（日语：ダム湖百選）。
- 2007年（平成18年）11月14日 - 小河內水壩完成50周年紀念典禮。
- 2018年（平成30年）9月28日 - 小河內水壩入選平成30年度土木學會選獎土木遺產[4]。

## 流入河川
- 丹波川（多摩川） - 小菅川 - 峰谷川

## 生態系
包含流入河川在內，有以下魚類棲息。
- 鲤科：平頜鱲、高身鯽、鯽、歐洲鯉、真馬口魚、珠星三塊魚、諸子魚（日语：モロコ）、鰱、草鱼、麥穗魚、琵琶鯉（日语：ゼゼラ）
- 鮭科：山女鱒（日语：ヤマメ）、櫻鱒、虹鱒、石川鮭（日语：アマゴ）、岩魚（日语：イワナ）
- 鮎形目：花鯰、越南擬鱨
- 其他：鰻、泥鰍、西太公鱼、吻鰕虎屬（日语：ヨシノボリ）、鈍頭杜父魚、條紋長臂蝦（日语：スジエビ）、黑鱸屬

## 東京水道水源林
奧多摩站往多摩川上游的奧多摩山域及奧秩父山塊山麓森林是秩父多摩甲斐國立公園的指定區域。奧多摩湖與日原川源頭的東京水道水源林為水源森林百選之一。東京都水道局在2017年將小河內貯水池（奧多摩湖）與水源林等七處景點列為東京水道名所。
| 山岳       | 面積(ha) | 標高(m)   | 人工林(%) | 天然林(%) | 主要樹種                                                   | 限制林                                                     | 種類             | 流量(m3/日) |
| ---------- | -------- | --------- | --------- | --------- | ---------------------------------------------------------- | ---------------------------------------------------------- | ---------------- | ----------- |
| 大菩薩嶺等 | 21,628   | 500～2100 | 30        | 70        | 日本柳杉、日本扁柏、水楢、象蠟樹、日本南部鐵杉、日本落葉松 | 水源涵養保安林、土砂流出防備保安林、保健保安林、鳥獸保護區 | 流水（奧多摩湖） | 不明        |

奧多摩至山梨縣北都留郡及甲州市一之瀨高橋地區的水源林，東西長約31公里、南北長約20公里，是日本最重要的水源林地帶之一。

## 水壩建設與小河內村

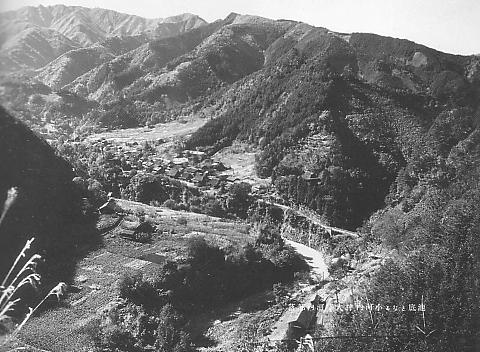
戰前的小河內村

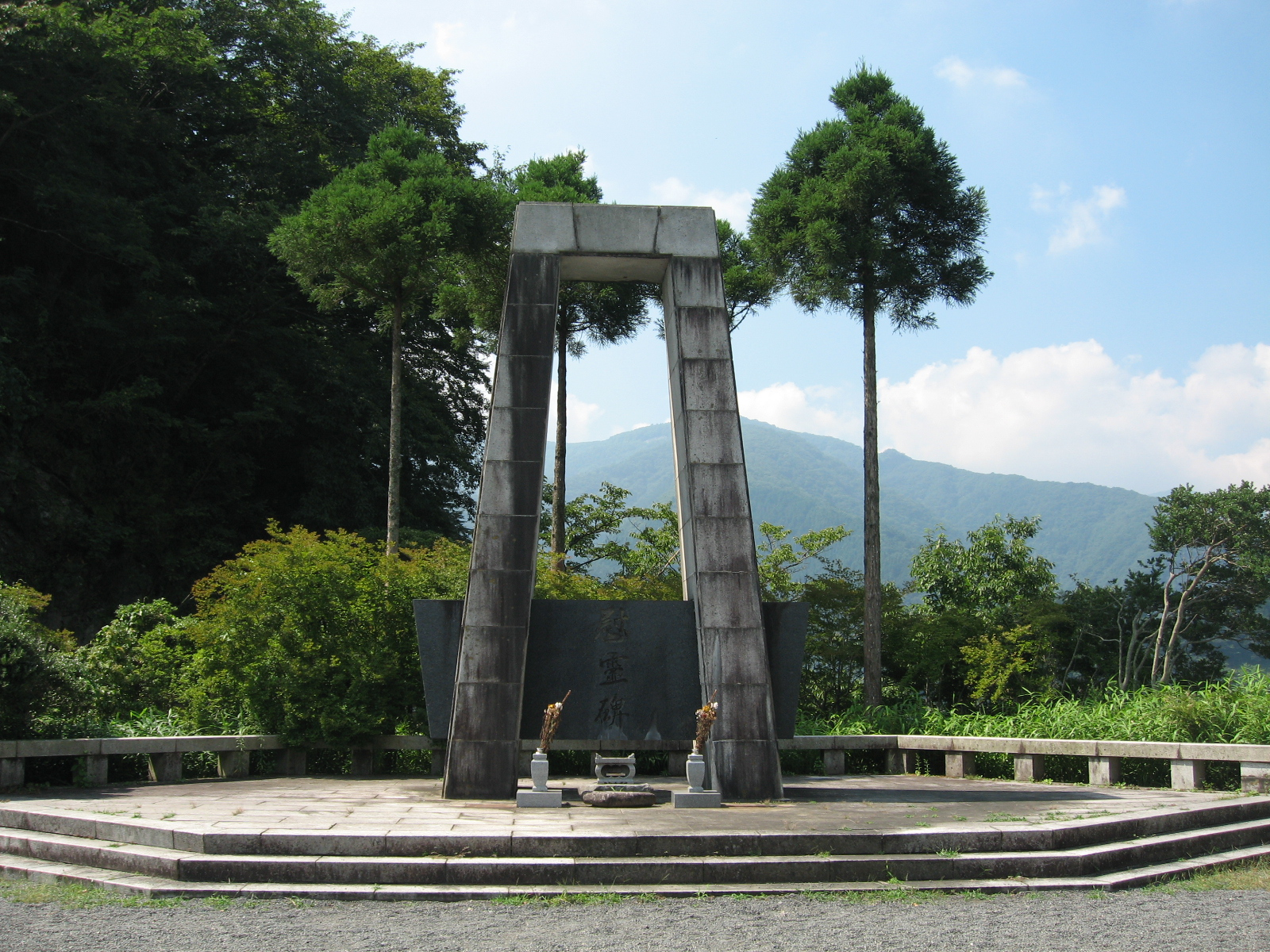
工程殉難者慰靈碑

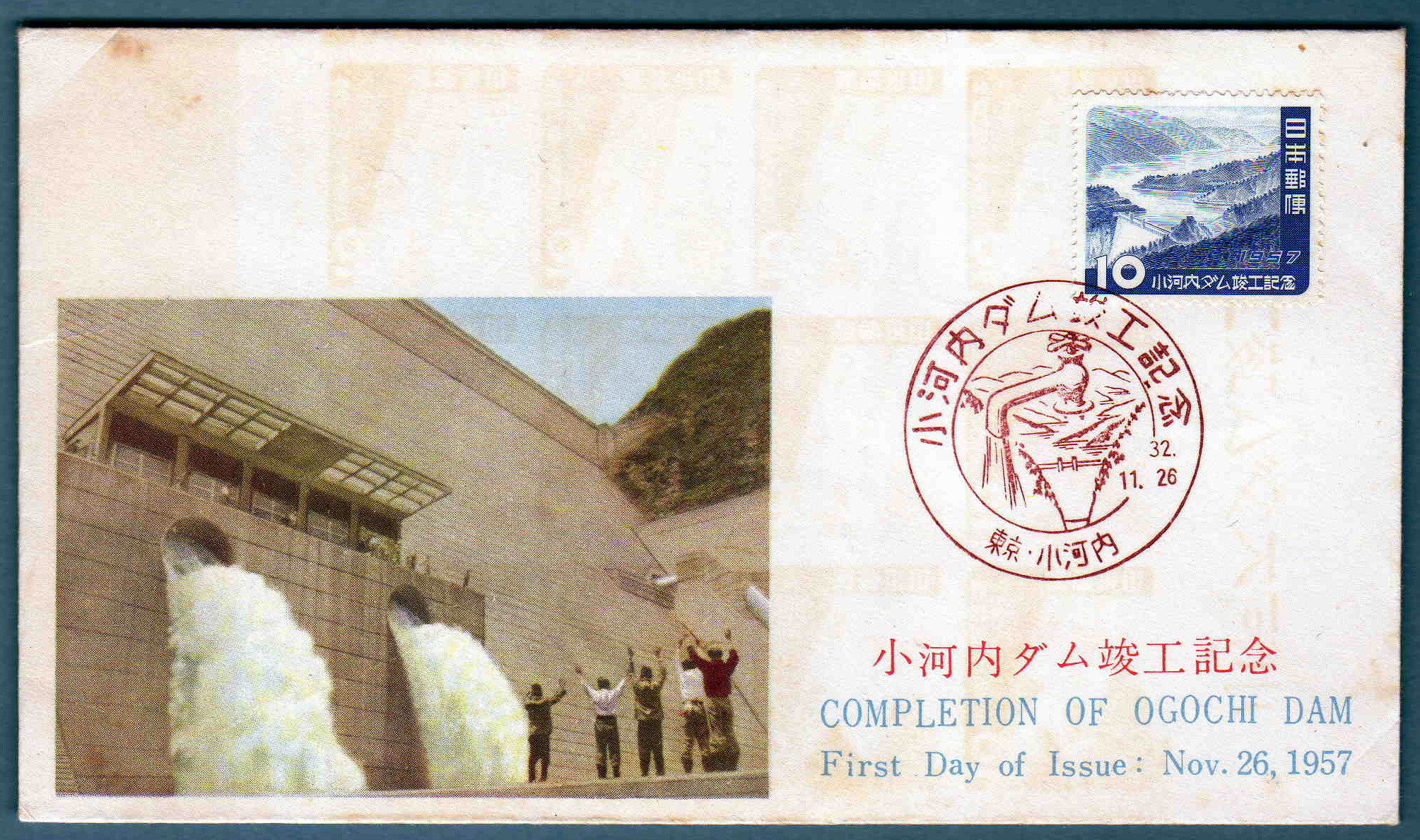
小河內水壩竣工紀念郵票（首日封）

水壩建設時，舊小河內村與山梨縣丹波山村、小菅村的945戶約6,000人被迫搬離。部分居民移往山梨縣北巨摩郡高根町（現北杜市）附近，之後再搬至小海線清里站附近的清里高原周邊，推動了清里高原的農業與畜產、觀光業發展。
奧多摩湖畔建有慰靈碑紀念在建設中殉職的87名東京都職員、建設公司社員與作業員。
1937年（昭和12年），東海林太郎發表紀念小河內村的歌曲《湖底的故鄉》。戰後於奧多摩湖左岸建碑紀念。

## 周邊

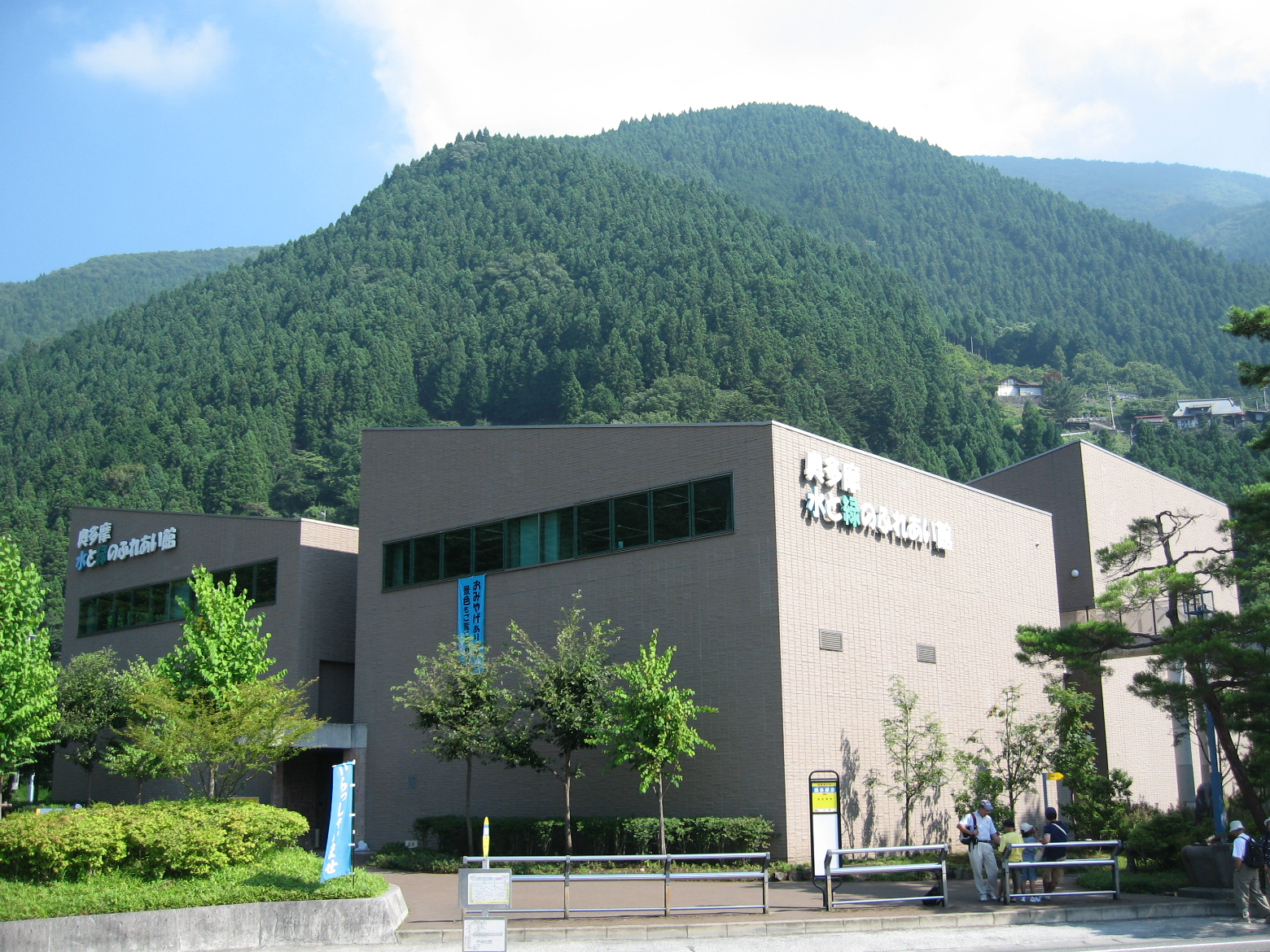
奧多摩 水與綠友誼館

小菅川從西南端流入奧多摩湖。多摩川從西端（山梨縣內的上游又稱丹波川）流入奧多摩湖，東端流出。周邊是著名的賞櫻景點，然而由於奧多摩湖是水道專用貯水池，為了防止水質汚染，基本上不開放。
湖畔北側及南側是亞洲黑熊活動區域。南側奧多摩周遊道路起點附近有小木屋與露營場，以及「東京都立奧多摩湖畔公園 山之故鄉村」。
湖旁有小河內神社。奧多摩湖巴士站前有1998年11月27日開館的「奧多摩水與綠友誼館」，展示當地自然環境，與水壩建設歷史及小河內聚落的民俗風情。
過去小河內村有座「鶴之湯溫泉」，水壩竣工後關閉。1991年（平成3年）重新開放。

## 浮橋
湖面有麥山浮橋與留浦浮橋兩座行人專用浮橋。由於最初是使用鐵桶因此又稱做「鐵桶橋」。現在浮橋已改用類似形狀的合成樹脂浮體。下流側的麥山浮橋連結國道411號與奧多摩周遊道路，是奧多摩的觀光景點。

## 交通

### 道路
- 湖北側有青梅街道（國道411號（日语：国道411号）），連結東京都新宿區、青梅市、奧多摩町、山梨縣丹波山村至甲州市。終點為甲府市。
- 湖西側的國道139號（日语：国道139号）經小菅村可至山梨縣大月市。
- 南側的奧多摩周遊道路（日语：奥多摩周遊道路）（東京都道206號川野上川乘線（日语：東京都道206号川野上川乗線））可前往東京都檜原村。

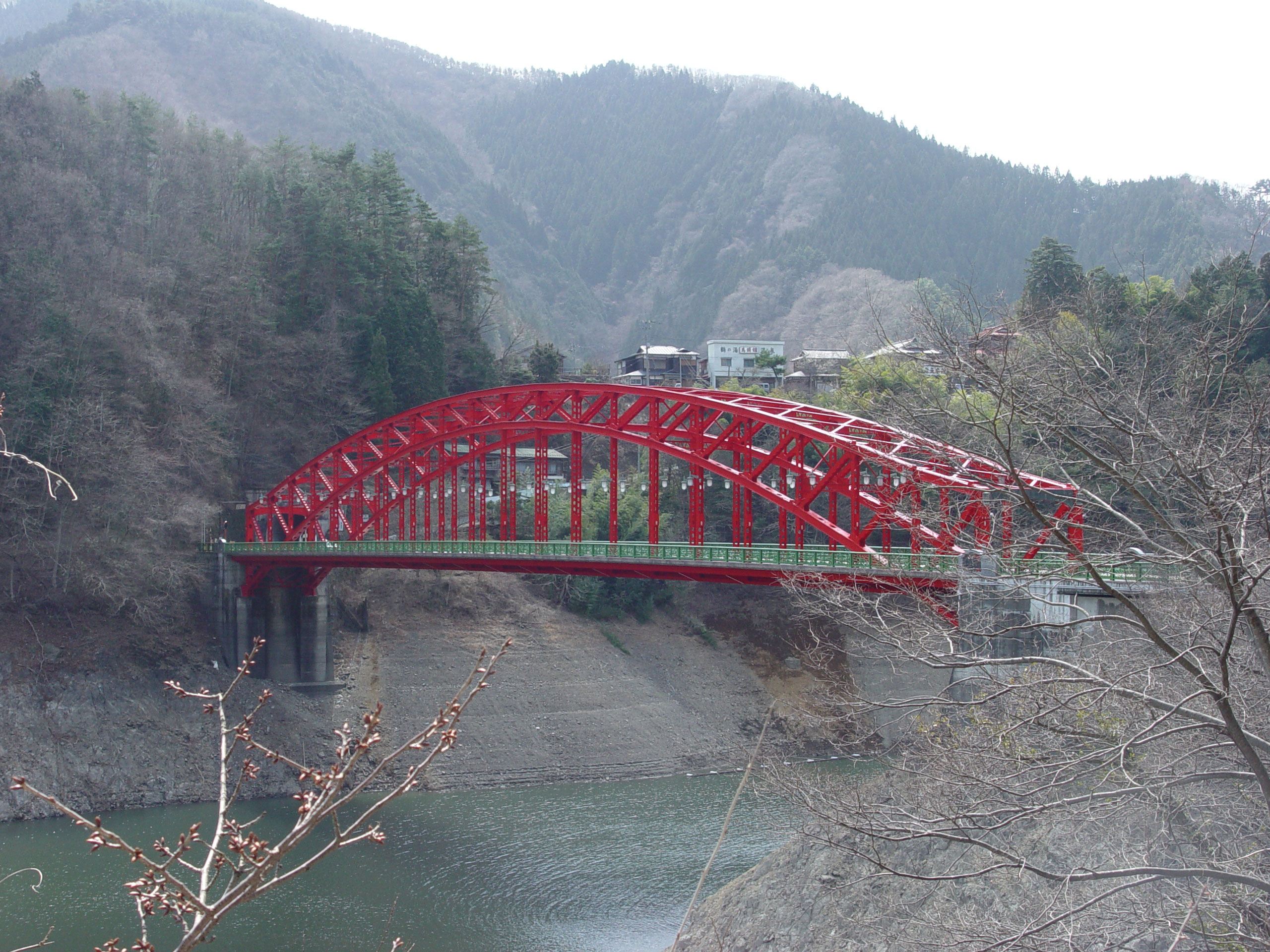
國道411號峰谷橋
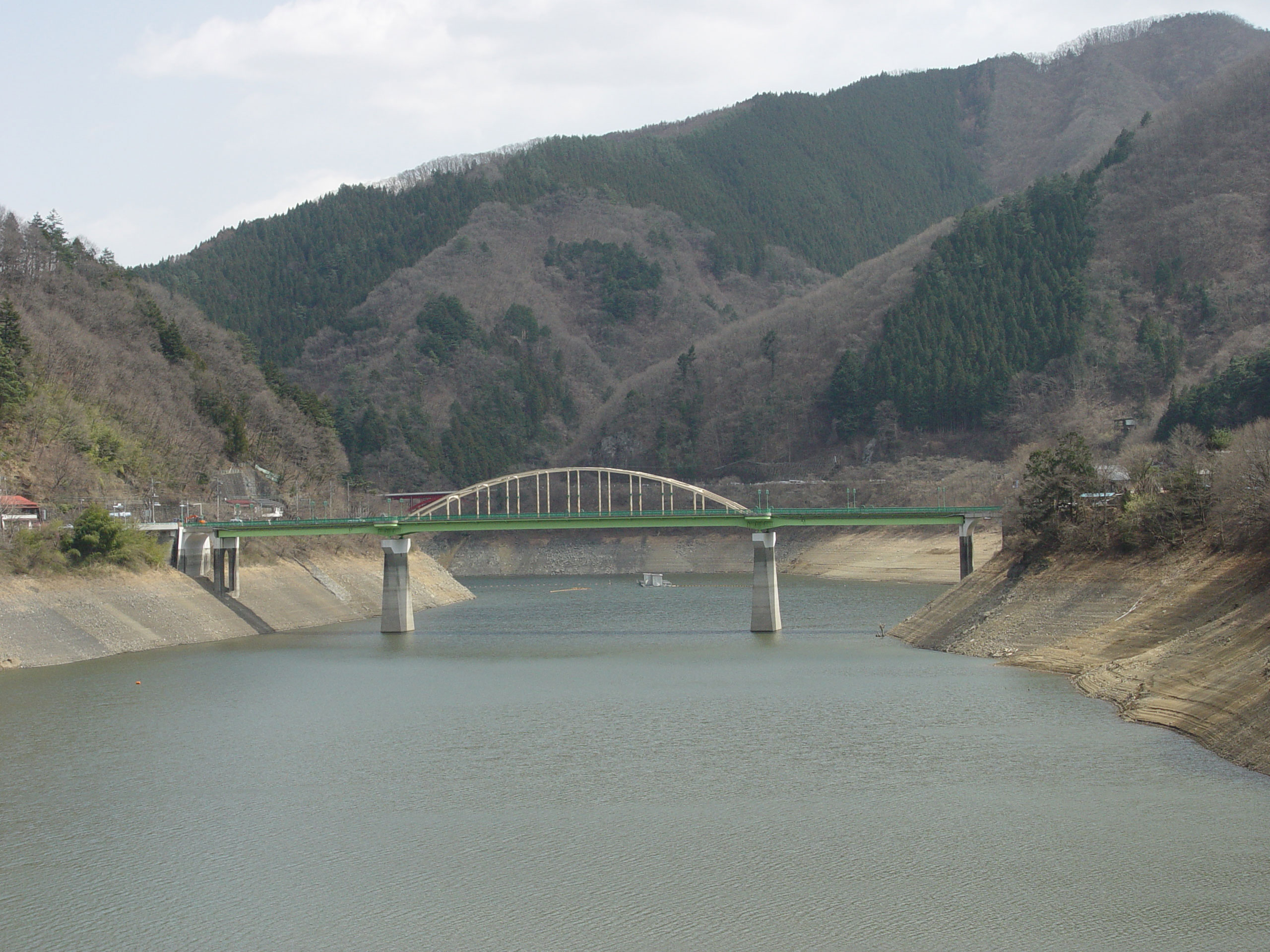
國道139號深山橋
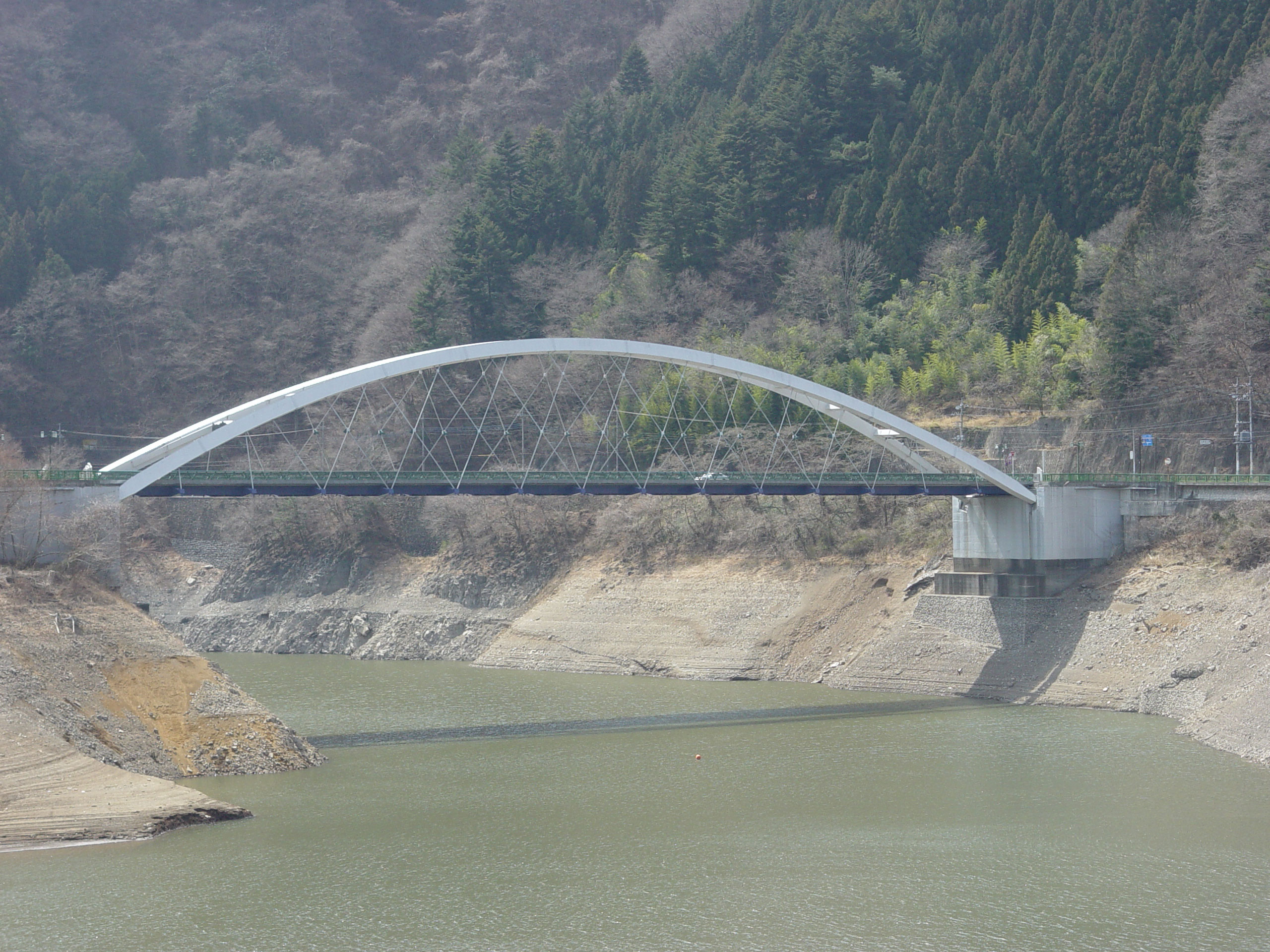
奧多摩周遊道路三頭橋

### 公共交通

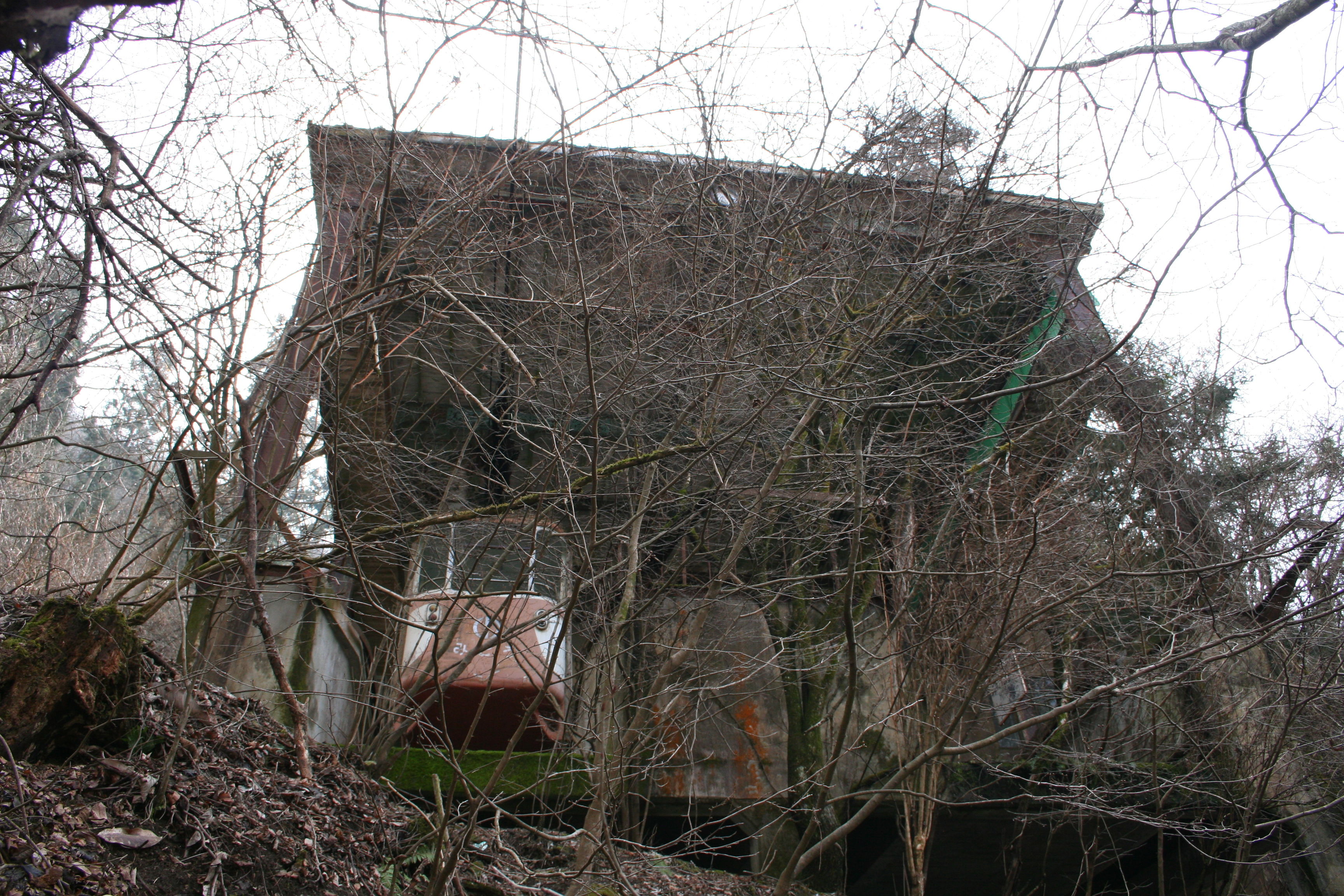
小河內觀光開發三頭山口站遺跡

- 從奧多摩站有西東京巴士（日语：西東京バス）的路線巴士運行。至小河內水壩旁的奧多摩湖巴士站約15分。1小時1〜2班。
- 小河內水壩建設時，建設一條從日本國有鐵道青梅線冰川站（現東日本旅客鉄道青梅線奧多摩站）至水壩地點附近水根站的資材輸送專用線東京都水道局小河內線（日语：東京都水道局小河内線）。曾規劃將部分路段改為客運線推動觀光。但在工程結束後停駛（實際上為廢止狀態）。目前還保留橋梁與隧道等設備。
- 1960年代有小河內觀光開發經營跨湖的奧多摩湖空中纜車，數年後停駛。目前還保留車站等設備與廢棄車體。

## 小河內水壩登場的作品

### 特撮
- 摩斯拉
- 假面騎士 第1話
- 機械人超金剛 第1話、第56話
- 哥吉拉對梅加洛
- 巨人力霸王 第1話